# 24 Eridani
24 Eridani är en blåvit underjätte i stjärnbilden Eridanus. 
Stjärnan har visuell magnitud +5,25 och är synlig för blotta ögat vid god seeing. Den befinner sig på ett avstånd av ungefär 655 ljusår.